# Thulium
Le thulium est un élément chimique de symbole Tm et de numéro atomique 69.
Le thulium est un métal du groupe des terres rares. Comme les autres lanthanides, il est malléable et ductile à la température ambiante. Il s'oxyde peu dans l'air sec.
Son nom dérive du grec « Thule », ce qui signifie « pays nordique ». Il s'agit de l'ancienne dénomination de la Scandinavie, où l'on a trouvé la gadolinite, minerai dans lequel Per Theodor Cleve l'a découvert en 1879, en même temps que l'holmium.
À l'origine, le symbole était « Tu » ; par la suite, l'accord s'est fait sur « Tm ».
C'est la plus rare des terres rares (0,007 % dans la monazite) ; sous forme de métal, il est beaucoup plus cher que l'or.
Le thulium naturel est formé exclusivement de l'isotope stable 169Tm.

## Découverte
En 1789, le chimiste finlandais Johan Gadolin identifie un nouvel oxyde (ou « terre ») dans un échantillon d'ytterbite (rebaptisée plus tard « gadolinite » en son honneur). Cette nouvelle roche avait été découverte deux ans auparavant par le lieutenant Carl Axel Arrhenius près du village d'Ytterby en Suède. Ces travaux sont confirmés en 1797 par Anders Gustaf Ekeberg qui baptise le nouvel oxyde yttria.
Près d'un demi-siècle plus tard, le Suédois Carl Gustav Mosander parvient à isoler trois composés distincts à partir de l'yttria grâce à de nouveaux procédés de cristallisation fractionnée. Il décide de conserver le terme yttria pour la fraction incolore (oxyde d'yttrium pur) et nomme la fraction jaune erbia et la fraction rose terbia, toujours en rappel du village d'Ytterby. Pour d'obscures raisons, les successeurs de Mosander intervertiront ces deux termes. C'est ainsi que erbia (l'erbine) finit par désigner l'oxyde d'erbium (rose) et terbia (la terbine) l'oxyde de terbium (jaune).
En 1878, le chimiste suisse Jean Charles Galissard de Marignac découvre que l'erbine n'est pas homogène et il parvient à en extraire un nouvel élément, qu'il nomme ytterbium. Le Suédois Per Thodor Cleve décide de concentrer ses recherches sur les sels d'erbium restant après cette séparation. En 1879, il obtient trois fractions distinctes qu'il soumet à un examen spectroscopique. L'une correspond bien à l'erbium, mais les deux autres sont inconnues. En l'honneur de son pays, Cleve propose de les nommer holmium, d'après le nom latin de Stockholm, et thulium, d'après le nom légendaire de la Scandinavie.
En 1911, l'Américain Theodore William Richards procède à 15 000 recristallisations du bromate de thulium afin d'obtenir un échantillon de la plus grande pureté et déterminer sa masse atomique le plus précisément possible. Il reçoit le prix Nobel de chimie en 1914 en reconnaissance de ses travaux.

## Propriétés

### Propriétés physiques

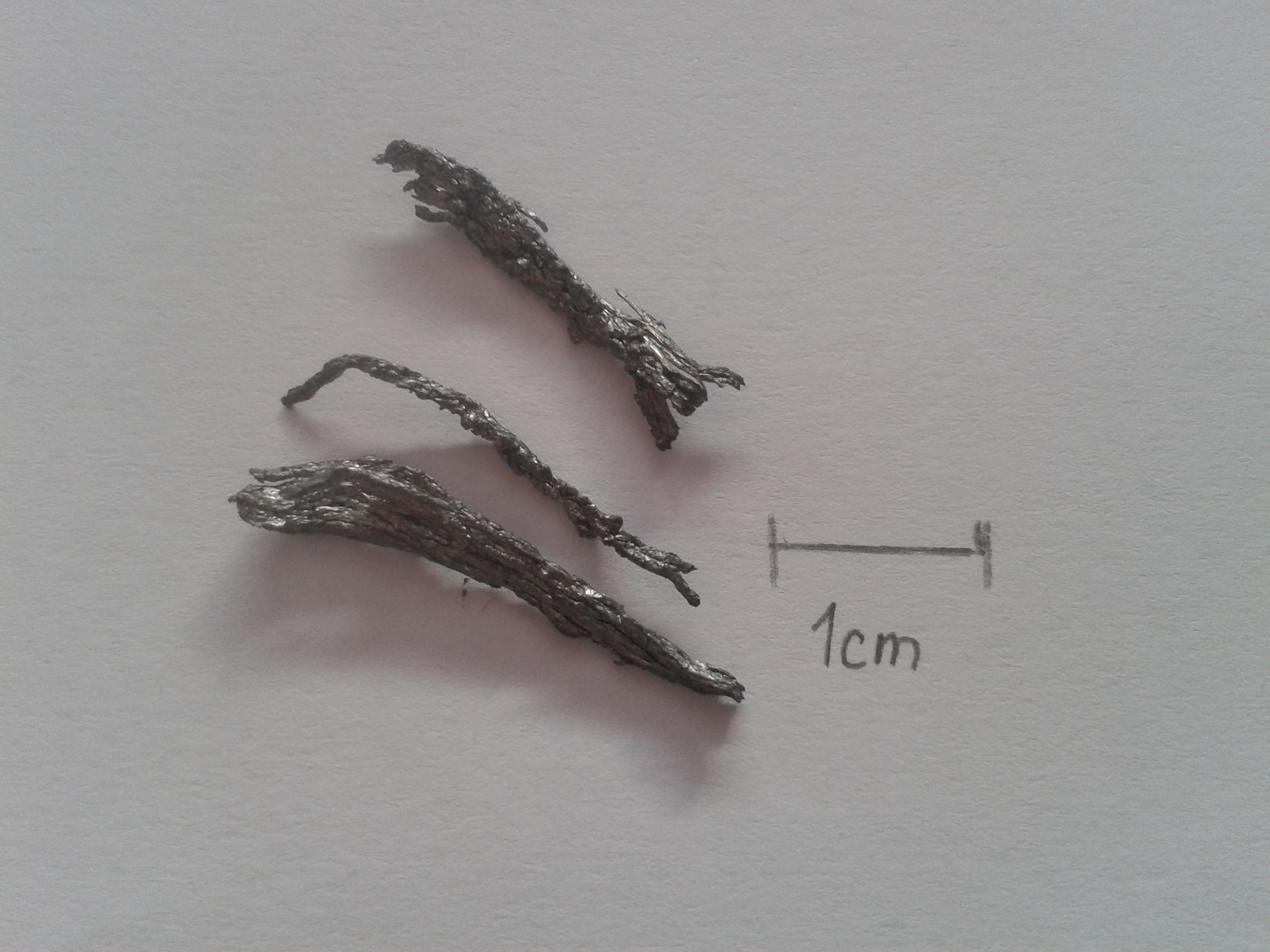
Échantillons de thulium.

Le thulium pur est brillant et argenté. Il ternit lorsqu'il est exposé à l'air. Il peut être coupé au couteau et il est malléable et ductile : il possède une dureté comprise entre 2 et 3 sur l'échelle de Mohs. Le thulium est ferromagnétique en dessous de 32 K, antiferromagnétique entre 32 K et 56 K et paramagnétique au-dessus de 56 K. Le thulium liquide est très volatil.
Le thullium possède deux principales formes allotropiques : le thulium tétragonal α-Tm et le thulium hexagonal (le plus stable) β-Tm.

### Propriétés chimiques
Le thulium ternit lentement dans l'air et brûle facilement à 150 °C pour former de l'oxyde de thulium(III) :
4 Tm + 3 O2 → 2 Tm2O3
Cet oxyde peut, par réaction avec le chlorure d'ammonium, former le chlorure de thulium(III) :
Tm2O3 + 6 NH4Cl → 2 TmCl3 + 6 NH3 + 3 H2O
Le thulium est assez électropositif et réagit lentement avec l'eau froide et assez rapidement avec l'eau chaude pour former de l'hydroxyde de thulium :
2Tm(s) + 6 H2O(l) → 2Tm(OH)3(aq) + 3H2(g)
Le thulium réagit avec tous les halogènes. Les réactions sont lentes à température ambiante, mais vigoureuses au-dessus de  200°C :
2Tm(s) + 3F2(g) → 2TmF3(s) (blanc)
2Tm(s) + 3Cl2(g) → 2TmCl3(s) (jaune)
2Tm(s) + 3Br2(g) → 2TmBr3(s) (blanc)
2Tm(s) + 3I2(g) → 2TmI3(s) (jaune)
Le thulium se dissout rapidement dans l'acide sulfurique dilué pour former des solutions contenant les ions vert pâle Tm(III), qui existent sous forme de complexes [Tm(OH2)9]3+ :
2Tm(s) + 3H2SO4(aq) → 2Tm3+(aq) + 3SO42-(aq) + 3H2(aq)

## Utilisations
Elles sont limitées, en raison du prix élevé de cet élément.
- Source de rayonnement : on utilise des composés de 169Tm « bombardés » avec des neutrons comme source de rayonnement dans des appareils radiographiques portables.
- Luminophore pour tube cathodique : le sulfure de zinc dopé avec de l'oxyde de thulium (Tm2O3) sert comme substance phosphorescente bleue pour les tubes cathodiques.
- Composant pour micro-ondes : on utilise des céramiques magnétiques contenant de l'oxyde de thulium dans les magnétrons (dispositif générateur hyperfréquence, utilisé, par exemple, dans les fours à micro-ondes).
- Source de chaleur, entre autres dans des batteries nucléaires composées de l'isotope 171Tm. Celui-ci a une demi-vie de 1,92 ans.